# Knife River

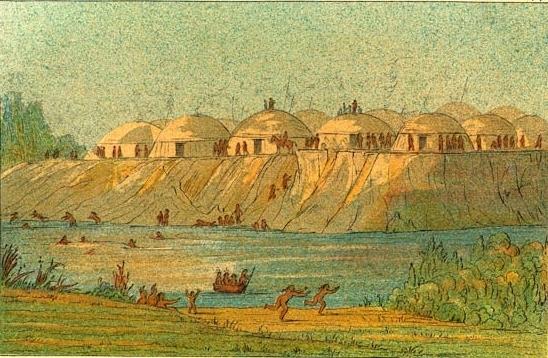
Hidatsaby vid Knife River. Målning av George Catlin 1832.

Knife River  är en ca 190 km lång biflod till Missourifloden i North Dakota. Den har sina källor vid Killdeer Mountain i Billings County och når Missouri vid det historiska minnesmärket Knife River Indian Villages National Historic Site. Minnesmärket består av ett stort strövområde med byggnader och olika utställningar till minnet av de mandan- och hidatsaindianer som bodde på platsen fram till den stora smittkoppsepidemin 1837.